# Abdul Aziz Tetteh
Abdul Aziz Tetteh (ur. 25 maja 1990 w Dansoman) – ghański piłkarz występujący na pozycji pomocnika. Wychowanek Liberty Professionals, w swojej karierze grał także w Udinese Calcio, Xerez CD, Granadzie, CD Leganés, Montañeros, Fokikosie, Platanii Chanion, Lechu Poznań, Dinamie Moskwa, Gaziantep FK oraz Widzewie Łódź. Były reprezentant Ghany do lat 20.

## Sukcesy

### Lech Poznań
- Superpuchar Polski: 2015, 2016